# Bruceton
Bruceton is een plaats (town) in de Amerikaanse staat Tennessee, en valt bestuurlijk gezien onder Carroll County.

## Demografie
Bij de volkstelling in 2000 werd het aantal inwoners vastgesteld op 1554.
In 2006 is het aantal inwoners door het United States Census Bureau geschat op 1479, een daling van 75 (-4,8%).

## Geografie
Volgens het United States Census Bureau beslaat de plaats een oppervlakte van
5,0 km², geheel bestaande uit land.

## Plaatsen in de nabije omgeving
De onderstaande figuur toont nabijgelegen plaatsen in een straal van 24 km rond Bruceton.